# 3 Feet High and Rising
3 Feet High and Rising es el primer álbum de estudio del grupo estadounidense De La Soul, publicado el 3 de marzo de 1989 por la compañía Tommy Boy Records.
El álbum marcó la primera de tres colaboraciones con el productor Prince Paul, lo que se convertiría en el mayor éxito de crítica y ventas para ambas partes. Suele ser situado de modo habitual por la crítica en las listas de "mejores álbumes". Robert Christgau dijo del disco que "era diferente de cualquier álbum de rap que tú o cualquier persona haya oído antes."
Un éxito tanto de crítica como de ventas, el álbum contiene los conocidos sencillos "Me Myself and I", "The Magic Number", "Buddy" y "Eye Know". El 23 de octubre de 2001, el álbum fue reeditado junto a un disco extra de caras B y tomas alternativas. El título del álbum se inspira en una línea de la canción de Johnny Cash "Five Feet High and Rising". 

## Lista de canciones
| 3 Feet High and Rising |                                                             | |          |  |
| N.º                    | Título                                                      | Escritor(es) | Duración |  |
| 1.                     | «Intro»                                                     | Kelvin Mercer David Jolicoeur Vincent Mason Paul Huston | 1:41     |  |
| 2.                     | «The Magic Number»                                          | Mercer Jolicoeur Mason Huston Robert Dorough James Brown Johnny Cash | 3:16     |  |
| 3.                     | «Change in Speak»                                           | Mercer Jolicoeur Mason Huston Patrick Patterson Steve Scipio Estelle Axton Randle Catron Linda Andrews Willia Parker                                                                    | 2:33     |  |
| 4.                     | «Cool Breeze on the Rocks»                                  | Mercer Jolicoeur Mason Huston | 0:48     |  |
| 5.                     | «Can U Keep a Secret»                                       | Mercer Jolicoeur Mason Huston Tony Churchill James Baker Robin Russell Austin Lander Robert Jackson Leroy Taylor Charlie Hearndon Leslie Wilson Melvin Wilson Londee Wiggins Allen Frey | 1:41     |  |
| 6.                     | «Jenifa Taught Me (Derwin's Revenge)»                       | Mercer Jolicoeur Mason Huston Bob Crewe Sandy Linzer Denny Randell Brown | 3:25     |  |
| 7.                     | «Ghetto Thang»                                              | Mercer Jolicoeur Mason Huston Kevin Toney Keith Killgo Joe Hall Orville Saunders Stephen Johnson                                                                                        | 3:36     |  |
| 8.                     | «Transmitting Live from Mars»                               | Mercer Jolicoeur Mason Huston | 1:12     |  |
| 9.                     | «Eye Know»                                                  | Mercer Jolicoeur Mason Huston Otis Redding Steve Cropper Walter Becker Donald Fagen Booker T. Jones John Gary Williams                                                                  | 4:13     |  |
| 10.                    | «Take It Off»                                               | Mercer Jolicoeur Mason Huston | 1:53     |  |
| 11.                    | «A Little Bit of Soap»                                      | Mercer Jolicoeur Mason Huston Ahmet Ertegun Betty Nelson Bert Berns | 0:57     |  |
| 12.                    | «Tread Water»                                               | Mercer Jolicoeur Mason Huston Frank Brunson | 3:46     |  |
| 13.                    | «Potholes in My Lawn»                                       | Mercer Jolicoeur Mason Huston Sylvester Allen Harold Ray Brown B.B. Dickerson Lonnie Jordan Charles Miller Lee Oskar Howard E. Scott Jerry Goldstein Ruth Copeland                      | 3:50     |  |
| 14.                    | «Say No Go»                                                 | Mercer | 4:20     |  |
| 15.                    | «Do as De La Does»                                          | Mercer Jolicoeur Mason Huston | 2:12     |  |
| 16.                    | «Plug Tunin' (Last Chance to Comprehend)»                   | Mercer Jolicoeur Mason Huston Linzer Randell Crewe Manzel Bush | 4:07     |  |
| 17.                    | «De La Orgee»                                               | Mercer Jolicoeur Mason Huston | 1:14     |  |
| 18.                    | «Buddy» (junto a Jungle Brothers y Q-Tip)                   | Mercer Jolicoeur Mason Huston Nathaniel Hall Michael Hall Jonathan Davis Lionel Richie Thomas McClary Odetta Gordon                                                                     | 4:55     |  |
| 19.                    | «Description»                                               | Mercer Jolicoeur Mason Huston Sylvester Stewart Bush | 1:32     |  |
| 20.                    | «Me Myself and I»                                           | Mercer Jolicoeur Mason Huston George Clinton Philippé Wynne Edwin Birdsong | 3:50     |  |
| 21.                    | «This Is a Recording 4 Living in a Fulltime Era (L.I.F.E.)» | Mercer Jolicoeur Mason Huston George Godfrey Jerry Barnes Katreese Barnes Sal Abbatiello Joseph Saddler                                                                                 | 3:10     |  |
| 22.                    | «I Can Do Anything (Delacratic)»                            | Mercer Jolicoeur Mason Huston | 0:41     |  |
| 23.                    | «D.A.I.S.Y. Age»                                            | Mercer Jolicoeur Mason Huston Felix Cavaliere Eddie Brigati | 4:43     |  |
| 24.                    | «Plug Tunin'» (Original 12" version)                        | | 3:43     |  |
| 67:24                  |                                                             | |          |  |

## Samples

### Disco extra
- "Freedom of Speak (We Got Three Minutes)"
  - "Funky President" por James Brown
  - "Get on the Good Foot" por James Brown

- "Strictly Dan Shuckie"
  - "Schoolboy Crush" por The Average White Band

- "Skip to My Loop"
  - "13 (Death March)" por Wes Montgomery & Jimmy Smith
  - "Baby It's Cold Outside" por Wes Montgomery & Jimmy Smith

- "Ain't Hip to Be Labeled a Hippie"
  - "Hard Times" por Dr. Buzzard's Original Savannah Band

- "What's More"
  - "You Baby" por The Turtles

- "Brain-Washed Follower"
  - "Booty Butt" por Ray Charles Orchestra
  - "Funky President" por James Brown
  - "So This Is Our Goodbye" por The Moments
  - "You Made a Believer (Out of Me)" por Ruby Andrews

- "The Mack Daddy on the Left"
  - "Hector" by the Village Callers

## Personal
Información tomada de Allmusic.
- Compositor(es) – De La Soul, Prince Paul, Trugoy the Dove
- Asistente de producción– De La Soul
- Ingeniero – Bob Coulter, Sue Fisher
- Ingeniero asistente– Greg Arnold
- Diseño – Steven Miglio
- Mezcla – Prince Paul, Al Watts
- Intérpretes – Jungle Brothers, Q-Tip
- Producción – Prince Paul

## Listas de éxitos

### Álbum
| Listas (1989)               | Máxima posición |
| --------------------------- | --------------- |
| UK Albums Chart             | 13              |
| U.S. Billboard 200          | 24              |
| U.S. Top R&B/Hip-Hop Albums | 1               |

### Sencillos
| Año  | Sencillo              | Máxima posición en listas | Máxima posición en listas | Máxima posición en listas        | Máxima posición en listas | Máxima posición en listas          | Máxima posición en listas     |
| Año  | Sencillo              | Billboard Hot 100         | UK Singles Chart          | Hot R&B/Hip-Hop Singles & Tracks | Hot Rap Singles           | Hot Dance Music/Maxi-Singles Sales | Dance Music/Club Play Singles |
| ---- | --------------------- | ------------------------- | ------------------------- | -------------------------------- | ------------------------- | ---------------------------------- | ----------------------------- |
| 1988 | "Plug Tunin'"         | —                         | —                         | —                                | —                         | —                                  | —                             |
| 1989 | "Potholes in My Lawn" | —                         | —                         | —                                | 22                        | —                                  | —                             |
| 1989 | "Me Myself and I"     | 34                        | 22                        | 1                                | 1                         | 1                                  | 1                             |
| 1989 | "Say No Go"           | —                         | 18                        | 32                               | 11                        | 13                                 | 3                             |
| 1989 | "Buddy"               | —                         | —                         | 18                               | —                         | —                                  | —                             |
| 1990 | "Buddy"               | —                         | 8                         | —                                | 2                         | 11                                 | 27                            |
| 1990 | "The Magic Number"    | —                         | 7                         | —                                | —                         | —                                  | —                             |
| 1990 | "Eye Know"            | —                         | 14                        | —                                | —                         | —                                  | —                             |

"—" denota ediciones que no entraron en las listas de éxitos.